# 市原市立東海小学校
市原市立東海小学校（いちはらしりつ とうかいしょうがっこう）は、千葉県市原市廿五里にある公立小学校。文部科学省の学校コードはB112210004422、旧学校調査番号は121060。

## 概要
市原市北西部の五井地区に位置する。現在は3代目で、明治時代から大正時代にかけて初代から3代目までが開校している。長い間通学区域に変動がなく、旧市原郡東海村のほぼ全域を通学区域としている。

## 沿革

### 概歴

#### 初代
1873年（明治6年）に寺を母体として廿五里小学校（東泉寺）、飯沼小学校（龍昌寺）、島野小学校（三光院）の3つの小学校が開校した。1889年（明治22年）には前述の3校のうち廿五里小学校と飯沼小学校が統合して東海尋常小学校〈初代〉となり、同時に海保分校が設置された。1897年（明治30年）に東海尋常高等小学校〈初代〉に改称して海保字松葉112番地に移転している。この後、飯沼尋常小学校が分離している。

#### 初代と2代目の混在期間
1899年（明治32年）に、飯沼尋常小学校と島野尋常小学校が統合され、東海尋常小学校〈2代目〉となった。これ以降から1925年（大正14年）まで、東海尋常高等小学校〈初代〉と東海尋常小学校〈2代目〉が同時に存在するやや混乱を招くような状態となる。

#### 3代目
1925年（大正14年）に、初代と2代目が統合して東海尋常小学校〈3代目〉となり、同時に現所在地に移転した。1941年（昭和16年）には国民学校令により東海国民学校〈3代目〉に改称している。戦後、1947年（昭和22年）に学校教育法が施行され、東海村立東海小学校〈3代目〉となり、1954年（昭和29年）に五井町立東海小学校〈3代目〉、1963年（昭和38年）には南分校（海保分校）を廃止し本校に統合、そして市原市立東海小学校〈3代目〉となり現在に至る。

### 年表
- 1889年（明治22年） - 東海尋常小学校〈初代〉が開校[3]。
- 1897年（明治30年） - 東海尋常高等小学校〈初代〉に改称[3]。
- 1899年（明治32年） - 学校統合により東海尋常小学校〈2代目〉が開校[3]。
- 1925年（大正14年） - 東海尋常高等小学校〈初代〉と東海尋常小学校〈2代目〉が統合して東海尋常小学校〈3代目〉が開校[3]。
- 1941年（昭和16年） - 東海国民学校〈3代目〉に改称[3]。
- 1947年（昭和22年） - 東海村立東海小学校〈3代目〉に改称[3]。
- 1954年（昭和29年） - 五井町立東海小学校〈3代目〉に改称[3]。
- 1963年（昭和38年） - 市原市立東海小学校〈3代目〉に改称[3]。

### 開校年に関して
市原市教育委員会と東海小学校で認識の違いがあり、市原市教育委員会は東海尋常高等小学校と東海尋常小学校を統合して東海村立東海尋常小学校が開校した1925年（大正14年）を“開校年”としているのに対し、東海小学校側は源流となる小学校が開校した1873年（明治6年）を“開校年”としており、約50年もの認識の差がある。本記事では小学校の管理元である市原市教育委員会の“開校年”を、開校年として取り扱う。

## 校則

### 校歌
校歌についての情報は以下の通りである。
- 作詞：伊藤公平
- 作曲：寺内昭

## 施設

### 敷地
敷地の詳細は以下の通りである。
| 所在地     | 〒290-0032 千葉県市原市廿五里558番地 |
| 所有者     | 市原市                               |
| 敷地面積   | 21,246m2                             |
| 用途地域   | 指定なし                             |
| 指定建蔽率 | 60%                                  |
| 指定容積率 | 100%                                 |
| 取得価格   | 597,795,000円                        |

### 建物
敷地内の建物は以下の通りである。
| 棟番号 | 棟名称     | 構造主体         | 階数        | 延床面積   | 建築年 | 耐震   | 耐震       | Is値 | 備考       |
| ------ | ---------- | ---------------- | ----------- | ---------- | ------ | ------ | ---------- | ---- | ---------- |
| 001    | 校舎・園舎 | 鉄筋コンクリート | 地上3階建て | 3,273.00m2 | 1977年 | 旧基準 | 耐震工事済 | 0.8  | [ 注釈 1 ] |
| 002    | 体育館     | 鉄筋コンクリート | 地上1階建て | 803.00m2   | 1979年 | 旧基準 | 耐震工事済 | 1.07 |            |
| 003    | 倉庫・物置 | 木造             | 地上1階建て | 73.00m2    | 1987年 | -      | -          | -    |            |
| 004    | 倉庫・物置 | 木造             | 地上1階建て | 33.00m2    | 1987年 | -      | -          | -    |            |
| 005    | 倉庫・物置 | 木造             | 地上1階建て | 26.00m2    | 1984年 | -      | -          | -    |            |
| 006    | 倉庫・物置 | 鉄骨造           | 地上1階建て | 26.00m2    | 1997年 | -      | -          | -    |            |
| 008    | 倉庫・物置 | 木造             | 地上1階建て | 12.00m2    | 1959年 | -      | -          | -    |            |

## 規模
2022年（令和4年）4月1日現在の学校規模は以下の通りである。
| 児童数       | 176名     |
| 学級数       | 8学級     |
| 通学区域面積 | 11.275km2 |
| 通学区域人口 | 6,445人   |

## 通学区域
以下の町丁字とその範囲を通学区域に指定している。
- 飯沼
- 野毛
- 町田
- 海保
- 廿五里の一部
- 島野の一部
- 今富の一部

## 通学区域内施設
通学区域内の主な施設は以下の通りである。
- 千葉県立京葉高等学校
- 市原サービスエリア

## 中学校区
- 市原市立東海中学校

## 隣接小学校区
- 市原市立明神小学校
- 市原市立青葉台小学校
- 市原市立有秋東小学校
- 市原市立五井小学校
- 市原市立国府小学校
- 市原市立千種小学校
- 市原市立海上小学校

## アクセス
- 上総村上駅から徒歩33分
- 五井駅から徒歩42分
- 小湊鐵道バス
  - （八21、八22系統）「前川橋」から徒歩24分